# Soutocobo
Soutocobo (llamada oficialmente Soutocovo) es un lugar situado en la parroquia de Terroso, del municipio español de Villardevós, en la provincia de Orense, Galicia.

## Demografía
| Gráfica de evolución demográfica de Soutocobo entre 2000 y 2023 |
|                                                                 |
| Datos según el nomenclátor publicado por el INE.                |